# East Broad Top Railroad
| Die East Broad Top Railroad bei Orbisonia, im Oktober 1993. |                           |                                               |                                       |
| Situation der Bahn zwischen 1871 und 1956 |                           |                                               |                                       |
| Streckenlänge: | 52,4 km                   |                                               |                                       |
| Spurweite: | 914 mm (engl. 3-Fuß-Spur) |                                               |                                       |
| Maximale Neigung: | 19,7 ‰                    |                                               |                                       |
| |                           |                                               |                                       |
| \| \| \| Strecke der Norfolk Southern Bahngesellschaft \| \| \| \| \| nach Pittsburgh und Philadelphia \| \| \| \| 0,0 \| Mount Union \| 183 m ü. M. \| \| \| 1,9 \| Allenport \| Allenport \| \| \| 3,7 \| Adams \| Adams \| \| \| 6,2 \| Aughwick Mills \| Aughwick Mills \| \| \| \| Aughwick Mills Bridge \| \| \| \| 8,0 \| Tuscarora Pump Station \| Tuscarora Pump Station \| \| \| \| US 522 \| \| \| \| 10,4 \| Shirleysburg \| Shirleysburg \| \| \| \| Abzweigung Mine \| \| \| \| \| Gleisdreieck \| /Colgate Grove Picnic Area \| \| \| \| Ferry Lane \| \| \| \| \| Runk Road \| \| \| \| \| \| \| \| \| \| \| \| \| \| \| \| \| \| \| \| Blacklog Creek Bridge (38 m) \| \| \| \| 17,3 \| Rockhill Furnace/Orbisonia \| 195 m ü. M. \| \| \| \| PA 994 Meadow St. \| \| \| \| \| Rockhill Trolley Museum, Gleisdreieck \| \| \| \| \| Depot u. Ringlokschuppen \| \| \| \| \| Booher Abzweigung zur Mine \| \| \| \| \| Pogue Bridge \| \| \| \| 22,3 \| Pogue \| 202 m ü. M. \| \| \| \| \| \| \| \| \| Three Springs Creek \| \| \| \| \| \| \| \| \| \| US 747 \| \| \| \| 27,6 \| Three Springs \| 226 m ü. M. \| \| \| \| Abzweigung nach Narco \| \| \| \| 30,2 \| Saltillo \| 240 m ü. M. \| \| \| \| \| \| \| \| 34,9 \| Fairview \| 335 m ü. M. \| \| \| \| Sideling Hill Tunnel \| \| \| \| 36,6 \| Kimmel \| Kimmel \| \| \| 39,1 \| Coles \| 415 m ü. M. \| \| \| \| Coles Valley Abzweigung nach Joller \| \| \| \| \| Wray’s Hill Tunnel \| \| \| \| \| \| \| \| \| \| Rocky Ridge Abzweigung \| \| \| \| 41,0 \| Rocky Ridge \| 442 m ü. M. \| \| \| 44,0 \| Cooks \| 464 m ü. M. \| \| \| \| US 994 \| \| \| \| \| \| \| \| \| \| \| \| \| \| 47,9 \| Robertsdale, Mine Nr. 1 \| 546 m ü. M. \| \| \| \| \| \| \| \| \| Abzweigung zur Mine Nr. 7 \| \| \| \| 50,2 \| Woodvale \| 573 m ü. M. \| \| \| \| \| \| \| \| 52,4 \| Alvan \| 588 m ü. M. \| \| \| \| \| \| \| \| \| \| \| \| Quellen: [1][2] \| \| \| \| |                           |                                               |                                       |
| |                           | Strecke der Norfolk Southern Bahngesellschaft |                                       |
| Abzweig quer und ehemals von rechts |                           | nach Pittsburgh und Philadelphia              | nach Pittsburgh und Philadelphia      |
| Haltepunkt / Haltestelle (Strecke außer Betrieb) | 0,0                       | Mount Union                                   | 183 m ü. M.                           |
| Haltepunkt / Haltestelle (Strecke außer Betrieb) | 1,9                       | Allenport                                     | Allenport                             |
| Haltepunkt / Haltestelle (Strecke außer Betrieb) | 3,7                       | Adams                                         | Adams                                 |
| Haltepunkt / Haltestelle (Strecke außer Betrieb) | 6,2                       | Aughwick Mills                                | Aughwick Mills                        |
| Brücke über Wasserlauf (Strecke außer Betrieb) |                           | Aughwick Mills Bridge                         | Aughwick Mills Bridge                 |
| Haltepunkt / Haltestelle (Strecke außer Betrieb) | 8,0                       | Tuscarora Pump Station                        | Tuscarora Pump Station                |
| Bahnübergang (Strecke außer Betrieb) |                           | US 522                                        | US 522                                |
| Haltepunkt / Haltestelle (Strecke außer Betrieb) | 10,4                      | Shirleysburg                                  | Shirleysburg                          |
| Abzweig geradeaus und nach links (Strecke außer Betrieb) |                           | Abzweigung Mine                               | Abzweigung Mine                       |
| Abzweig geradeaus, nach links und von links |                           | Gleisdreieck                                  | /Colgate Grove Picnic Area            |
| Bahnübergang |                           | Ferry Lane                                    | Ferry Lane                            |
| Bahnübergang |                           | Runk Road                                     | Runk Road                             |
| Brücke über Wasserlauf |                           |                                               |                                       |
| Brücke über Wasserlauf |                           |                                               |                                       |
| Brücke über Wasserlauf |                           |                                               |                                       |
| Brücke über Wasserlauf |                           | Blacklog Creek Bridge (38 m)                  | Blacklog Creek Bridge (38 m)          |
| Bahnhof | 17,3                      | Rockhill Furnace/Orbisonia                    | 195 m ü. M.                           |
| Bahnübergang |                           | PA 994 Meadow St.                             | PA 994 Meadow St.                     |
| Abzweig geradeaus, nach links und von links |                           | Rockhill Trolley Museum, Gleisdreieck         | Rockhill Trolley Museum, Gleisdreieck |
| Betriebs-/Güterbahnhof Strecke ab hier außer Betrieb |                           | Depot u. Ringlokschuppen                      | Depot u. Ringlokschuppen              |
| Abzweig geradeaus und nach links (Strecke außer Betrieb) |                           | Booher Abzweigung zur Mine                    | Booher Abzweigung zur Mine            |
| Brücke über Wasserlauf (Strecke außer Betrieb) |                           | Pogue Bridge                                  | Pogue Bridge                          |
| Haltepunkt / Haltestelle (Strecke außer Betrieb) | 22,3                      | Pogue                                         | 202 m ü. M.                           |
| Brücke über Wasserlauf (Strecke außer Betrieb) |                           |                                               |                                       |
| Brücke über Wasserlauf (Strecke außer Betrieb) |                           | Three Springs Creek                           | Three Springs Creek                   |
| Brücke über Wasserlauf (Strecke außer Betrieb) |                           |                                               |                                       |
| Bahnübergang (Strecke außer Betrieb) |                           | US 747                                        | US 747                                |
| Haltepunkt / Haltestelle (Strecke außer Betrieb) | 27,6                      | Three Springs                                 | 226 m ü. M.                           |
| Abzweig geradeaus und nach rechts (Strecke außer Betrieb) |                           | Abzweigung nach Narco                         | Abzweigung nach Narco                 |
| Haltepunkt / Haltestelle (Strecke außer Betrieb) | 30,2                      | Saltillo                                      | 240 m ü. M.                           |
| Brücke über Wasserlauf (Strecke außer Betrieb) |                           |                                               |                                       |
| Haltepunkt / Haltestelle (Strecke außer Betrieb) | 34,9                      | Fairview                                      | 335 m ü. M.                           |
| Tunnel (Strecke außer Betrieb) |                           | Sideling Hill Tunnel                          | Sideling Hill Tunnel                  |
| Haltepunkt / Haltestelle (Strecke außer Betrieb) | 36,6                      | Kimmel                                        | Kimmel                                |
| Haltepunkt / Haltestelle (Strecke außer Betrieb) | 39,1                      | Coles                                         | 415 m ü. M.                           |
| Abzweig geradeaus und nach links (Strecke außer Betrieb) |                           | Coles Valley Abzweigung nach Joller           | Coles Valley Abzweigung nach Joller   |
| Tunnel (Strecke außer Betrieb) |                           | Wray’s Hill Tunnel                            | Wray’s Hill Tunnel                    |
| Brücke über Wasserlauf (Strecke außer Betrieb) |                           |                                               |                                       |
| Abzweig geradeaus und nach rechts (Strecke außer Betrieb) |                           | Rocky Ridge Abzweigung                        | Rocky Ridge Abzweigung                |
| Haltepunkt / Haltestelle (Strecke außer Betrieb) | 41,0                      | Rocky Ridge                                   | 442 m ü. M.                           |
| Haltepunkt / Haltestelle (Strecke außer Betrieb) | 44,0                      | Cooks                                         | 464 m ü. M.                           |
| Bahnübergang (Strecke außer Betrieb) |                           | US 994                                        | US 994                                |
| Brücke über Wasserlauf (Strecke außer Betrieb) |                           |                                               |                                       |
| Brücke über Wasserlauf (Strecke außer Betrieb) |                           |                                               |                                       |
| Haltepunkt / Haltestelle (Strecke außer Betrieb) | 47,9                      | Robertsdale, Mine Nr. 1                       | 546 m ü. M.                           |
| Brücke über Wasserlauf (Strecke außer Betrieb) |                           |                                               |                                       |
| Abzweig geradeaus und nach links (Strecke außer Betrieb) |                           | Abzweigung zur Mine Nr. 7                     | Abzweigung zur Mine Nr. 7             |
| Haltepunkt / Haltestelle (Strecke außer Betrieb) | 50,2                      | Woodvale                                      | 573 m ü. M.                           |
| Brücke über Wasserlauf (Strecke außer Betrieb) |                           |                                               |                                       |
| Haltepunkt / Haltestelle (Strecke außer Betrieb) | 52,4                      | Alvan                                         | 588 m ü. M.                           |
| |                           |                                               |                                       |
| |                           |                                               |                                       |
| Quellen: |                           |                                               |                                       |

Die East Broad Top Railroad EBT (ehemals: East Broad Top Railroad and Coal Company) ist eine Schmalspurbahn mit einer Spurweite von 914 mm. Der Sitz der Bahn ist in Rockhill Furnace im US-Bundesstaat Pennsylvania.
Sie war von 1871 bis 1956 im regulären Betrieb, ist eine der ältesten und am besten erhaltenen Schmalspurbahnen der Vereinigten Staaten und wurde 1964 zum National Historic Landmark erklärt.
Die Eisenbahn ist heute als Touristenattraktion erhalten. Nach neun Jahren des Stillstands wurde die Bahn im Februar 2020 von einer gemeinnützigen Stiftung, der EBT Foundation gekauft. Der reguläre Zugbetrieb wurde dann im Sommer 2021 wieder aufgenommen. Für Mai 2022 sind wieder dieselbetriebene Züge geplant.

## Geschichte

### 1900–1903
1900 wurde die erste Schamottesteinfabrik in Mount Union eröffnet. Der Transport von Kohle zu den Fabriken wurde zu einem wichtigen Bestandteil des EBT-Geschäfts. 1903 wurde Robert Siebert Präsident der EBT und begann eine große Modernisierungskampagne, die sowohl Gleise, Brücken, Rollmaterial und Reparaturwerkstätten umfasste.

### 1906–1925
1906 wurde die heutige EBT-Station in Rockhill Furnace gebaut. Um Verwechslungen mit einer anderen Stadt mit dem Namen Rockhill zu vermeiden, wurde die Station schließlich Orbisonia, nach der größeren Stadt auf der anderen Seite des Blacklog Creek, genannt. 1909 erhielt der Bahnhof seine heutige Bahnsteigüberdachung. 1911 erhielt die EBT die Dampflok Nummer 12, die erste von sechs Mikado-Lokomotiven mit der Achsfolge 2-8-2 (1’D1’). Die letzte mit der Nr. 18 wurde 1920 ausgeliefert.
1913 bestellte die EBT ihre ersten 10 Stahltrichterwagen bei Pressed Steel Car Company aus Cincinnati. Die Bahn baute später selber über 200 weitere Trichterwagen im Rockhill Werkstatt Komplex. 1924 baute die Eisenbahn in Mount Union einen Kran, um Holz von ihren eigenen Wagen auf Normalspurwagen umzuladen. Die Holzverladung wurde in den 1930er Jahren berühmt, als die EBT damit begann, normalspurige Wagen von ihren Rädern zu heben und sie auf Schmalspurdrehgestelle zu setzen, um sie mit den EBT-Zügen weiter transportiert zu können. 1925 wurde in Mount Union eine neue Kohlereinigungsanlage eröffnet. Das Werk wurde von einem zweispurigen Hof mit drei Schienen für jedes Gleis bedient, die sowohl Schmalspur- als auch Normalspurwagen aufnehmen konnten. Dies ermöglichte der EBT, Kohle leichter zu verladen.

### 1927–1956
1927 baute die EBT den benzinelektrischen Personentriebwagen M-1 nach Plänen und Teilen der J.G. Brill Co. Der 250 PS starke Benzinmotor des M-1 trieb einen Generator an, der die Motoren aller vier Achsen mit Strom versorgte. Der Fahrgastraum hatte 12 Sitze und einen Frachtraum, um Pakete der US-Post zu transportieren. Der Triebwagen war der einzige dieser Bauart, der jemals für eine amerikanische Schmalspurbahn gebaut wurde. 1936 veranstaltete die EBT ihre erste Fahrt für Eisenbahnfreunde. 1942 baute die EBT ihre letzte neue Strecke hinauf zu einem Steinbruch, der North American Refractories Company am Jack’s Mountain. 1953 endete der reguläre Personenverkehr, nachdem die Post nun begann, per LKW zu transportieren. Pendlerfahrten für Bergleute blieben bis zum folgenden Jahr bestehen. 1955, nachdem das Kohlegeschäft auf ein Minimum geschrumpft war, stellte die Bahn ihren Betrieb im November ein. Am 6. April 1956 fuhr die Lok Nr. 17 zum letzten Mal. Die Nr. 3 beendete ihren Betrieb am 13. April 1956. Kurz darauf kaufte die Kovalchick Salvage Company die Vermögenswerte der Eisenbahn und der Rockhill Iron and Coal Company. Danach wurde aber fast keines der Fahrzeuge verschrottet.

Lok Nr. 15 vor dem Depot in Orbisonia
Lok Nr. 15 auf der Drehscheibe
Lok Nr. 14 im Lokschuppen
Lok Nr. 17 vor dem Ringlokschuppen
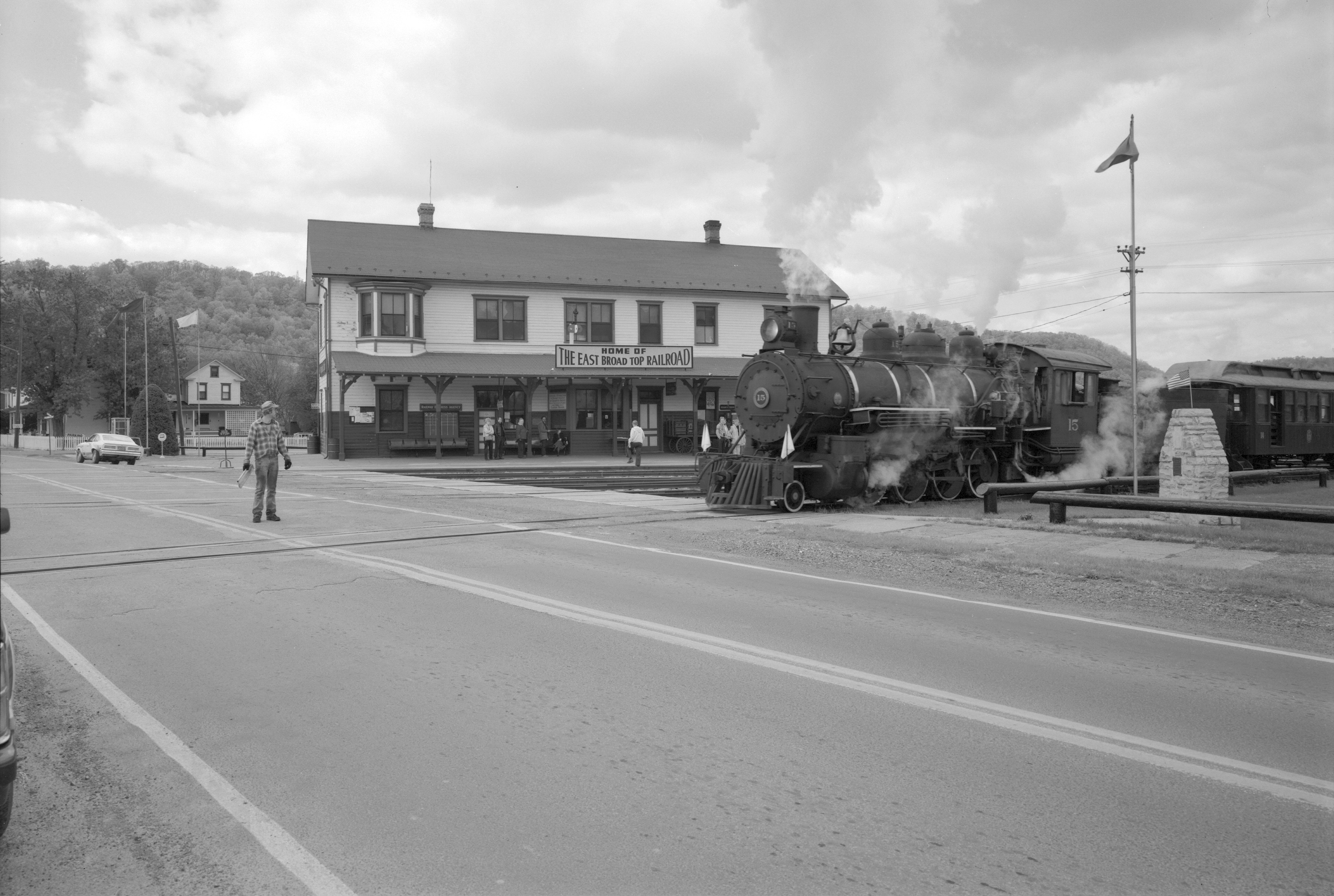
Lok Nr. 15 vor dem Bahnhof Orbisonia
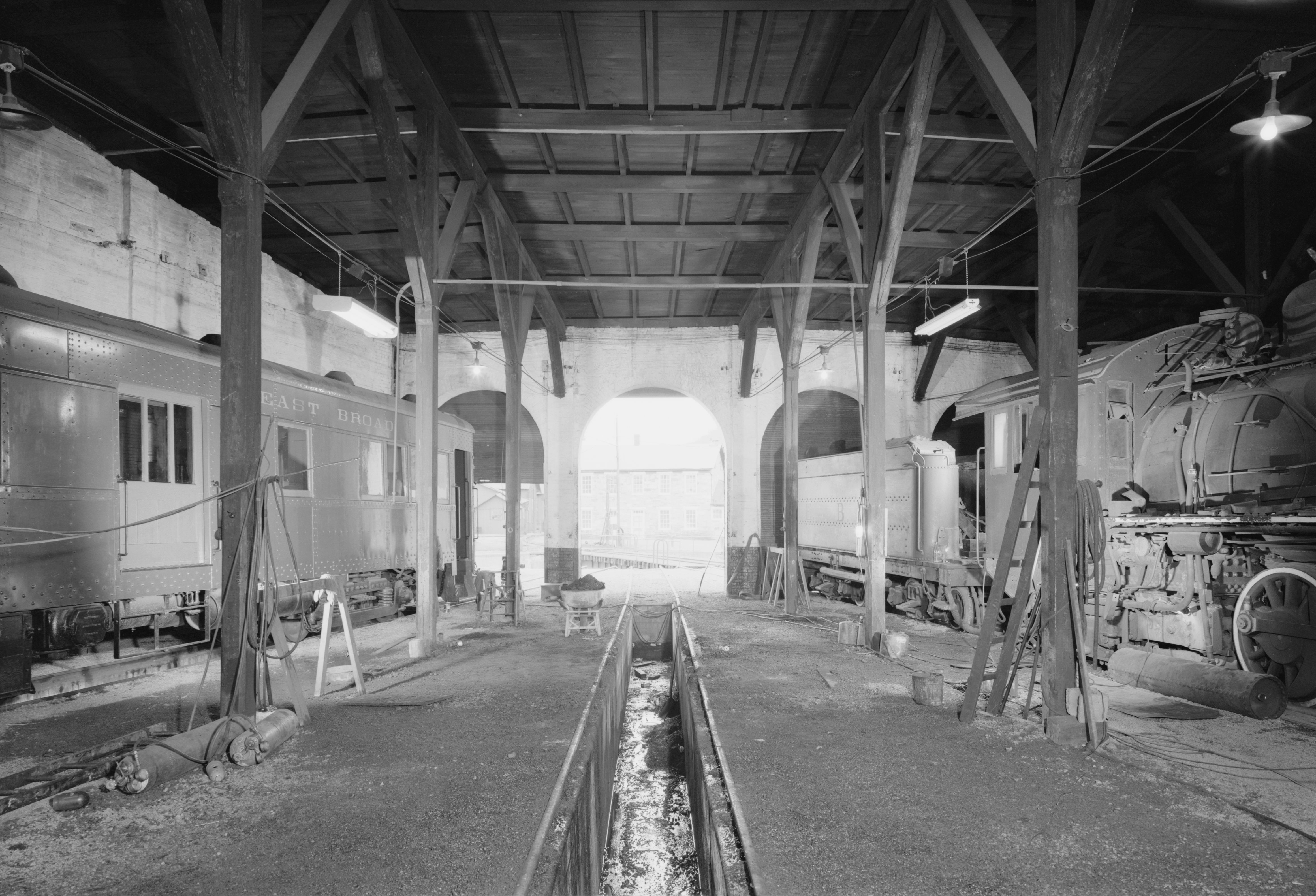
Im Inneren des Ringlokschuppens

### 1971–2021
1971 wurde der Betrieb formell eingestellt. 1982 gründeten sich die Friends of the EBT (zunächst nur für Modelleisenbahner). 1986 mieteten die FEBT den Bahnhof Robertsdale und kauften das benachbarte Old Post Office.
2002 begannen Freiwillige mit den ersten Restaurierungen am Sektionsschuppen in Rockhill. Am 23. Dezember 2011 beendete die EBT ihren Betrieb mit dem Ende der Saison. Danach führten die Friends of the EBT weiter Restaurierungsarbeiten aus und machten gelegentlich öffentliche Führungen. 2020 kaufte die EBT Foundation die Bahn von der Kovalchick Salvage Company. Im Sommer 2021 wurde der reguläre Zugbetrieb mit Diesellokomotiven wieder aufgenommen. Zukünftig sollen die Baldwin–Dampflokomotiven wieder aufgearbeitet und die Gebäude instand gehalten werden. 2023 wurde mit der zuletzt 1956 im Einsatz gestandenen und nach einer Hauptuntersuchung wieder in Betrieb genommenen Nr. 16 erste Fahrten mit einer Dampflokomotive durchgeführt.

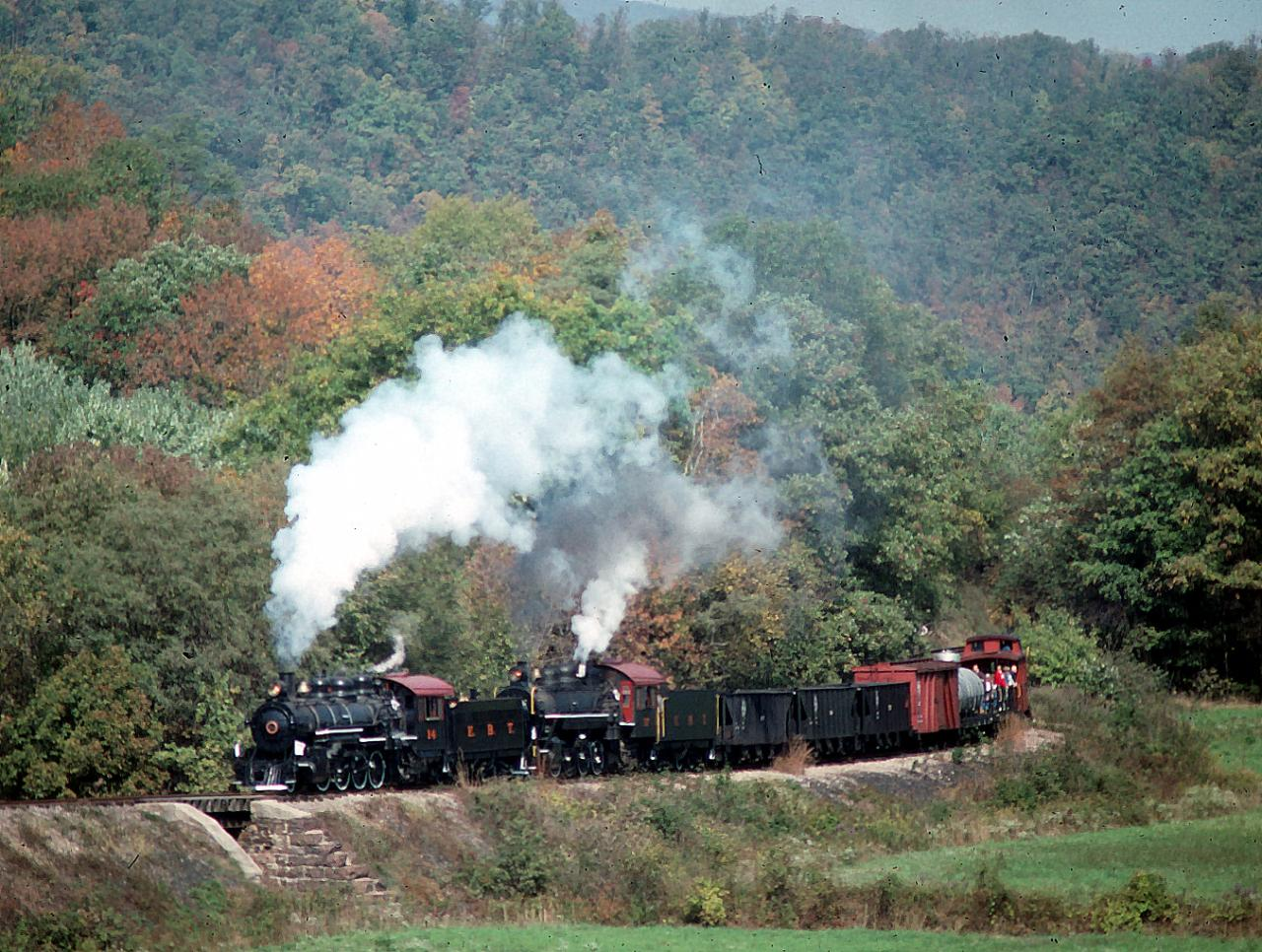
Dampfzug bei Runks, 1987
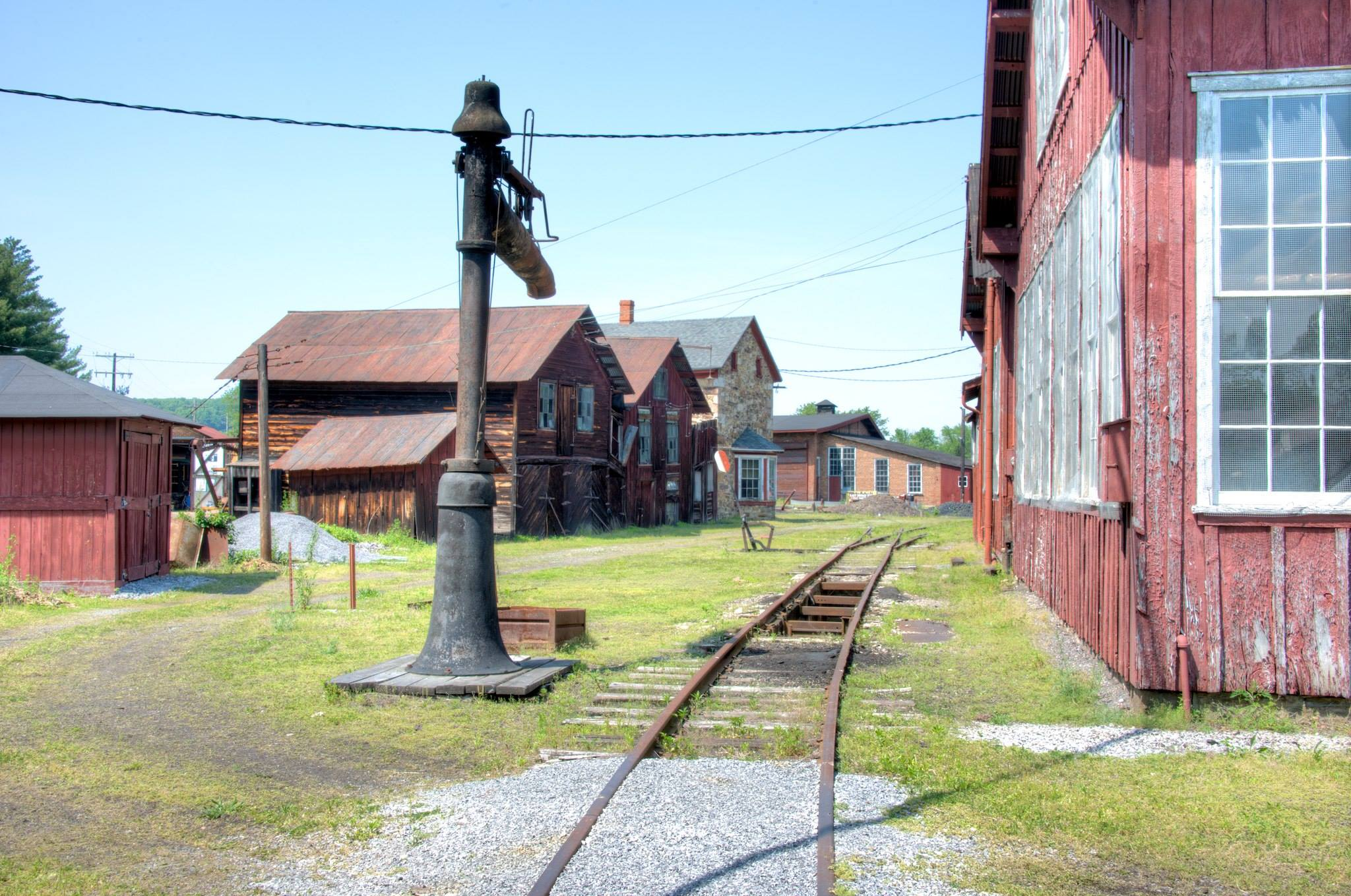
Wasserkran der EBT, 2015
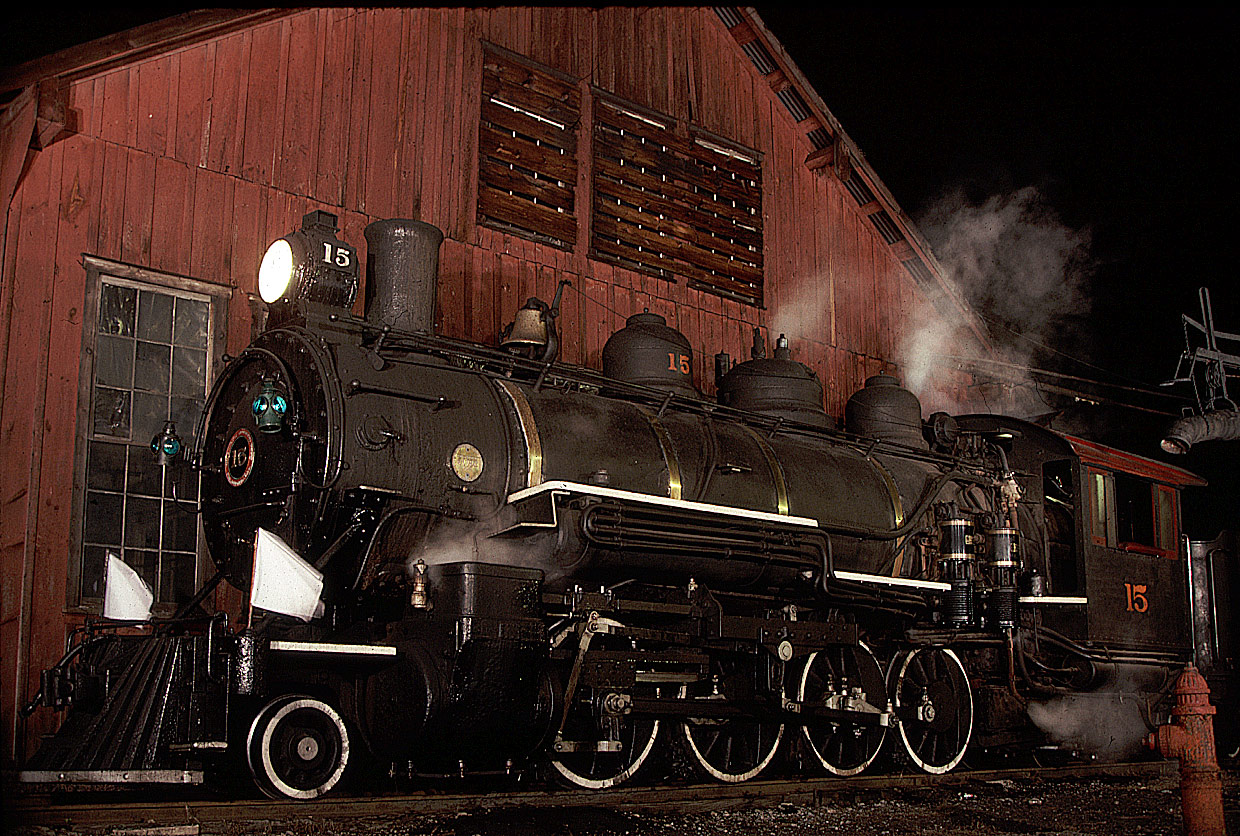
Balwin Mikado 2-8-2 Nr. 15, 1993
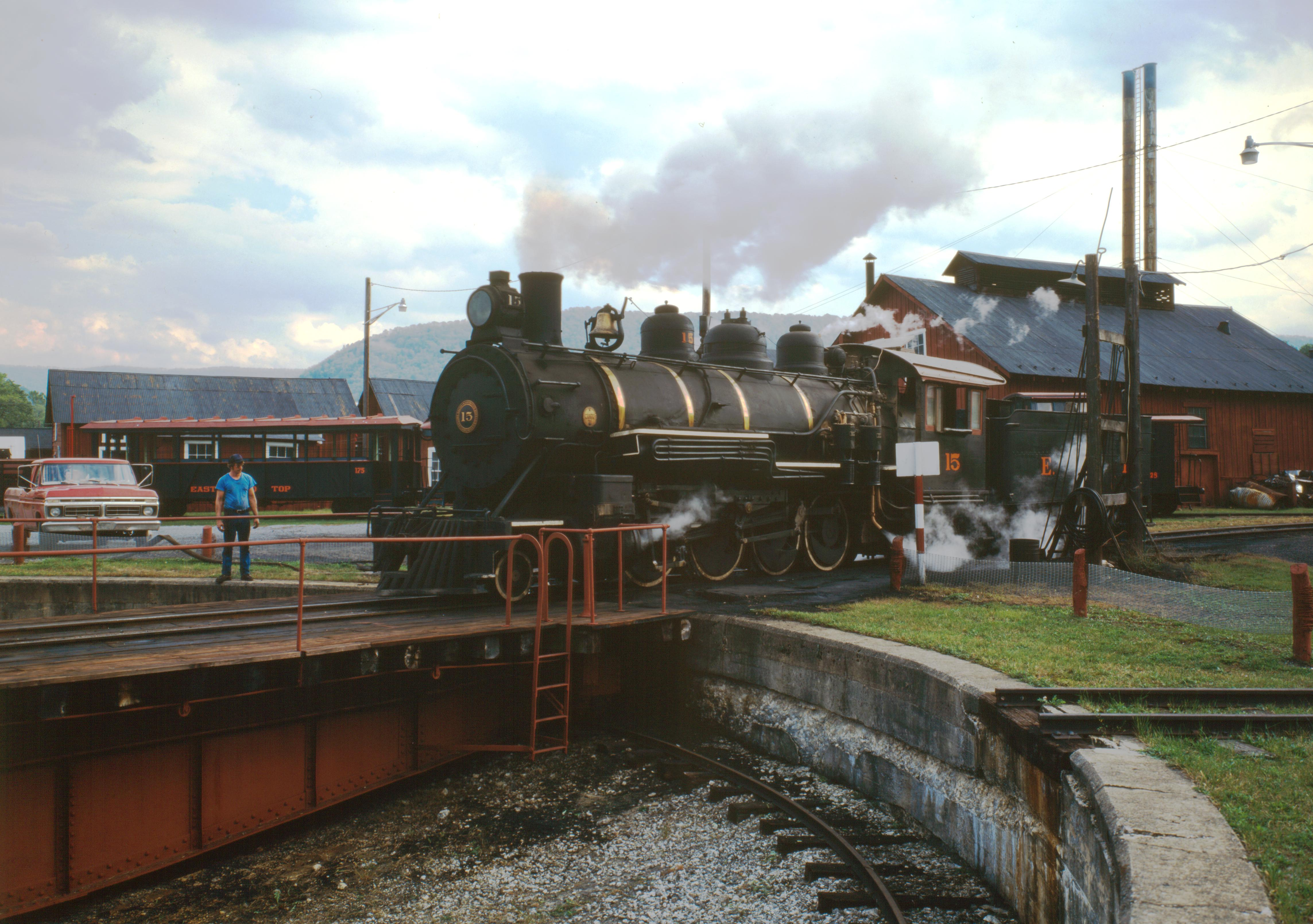
Lok Nr. 15 auf der Drehscheibe in Orbisonia, 1986
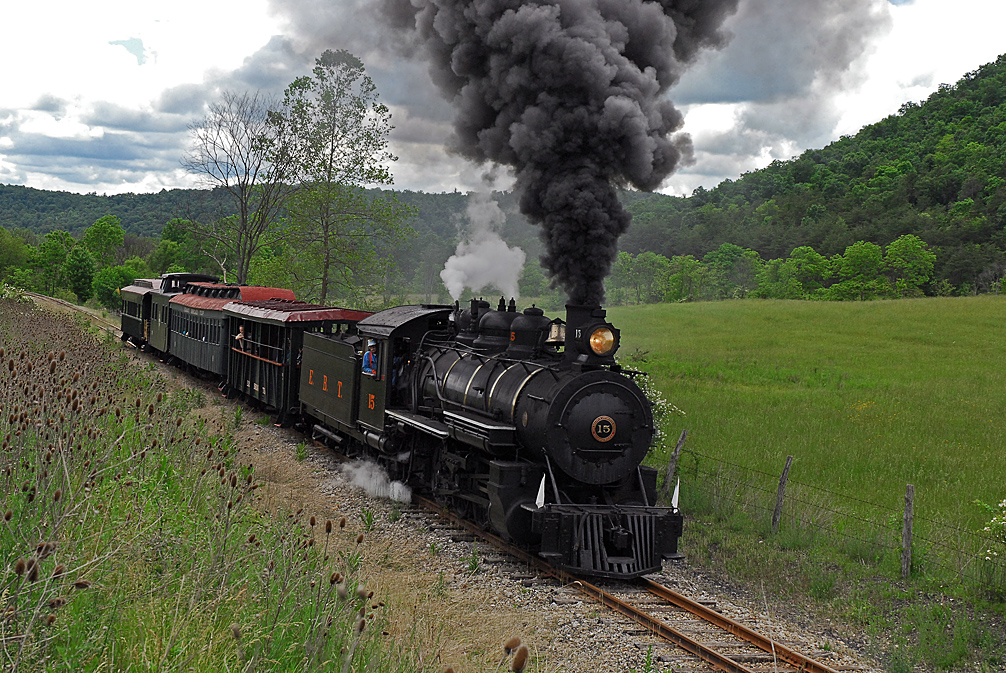
Zug der ETB, 2006

## Fahrzeuge
| Dampflokomotiven                         |              |                                       |       |       |               | |  |
| 11                                       | 1908         | Baldwin Locomotive Works Philadelphia |       |       | 2-6-2 Prairie | erste Schlepptenderlok der EBT – Verbleib unbekannt |  |
| 12                                       | 1911         | Baldwin Locomotive Works Philadelphia | 37325 |       | 2-8-2 Mikado  | erste und kleinste der Mikado-Lokomotiven und zuletzt im Oktober 2000 in Betrieb                                                                                              |  |
| 14                                       | 1912         | Baldwin Locomotive Works Philadelphia | 38625 | 147 t | 2-8-2 Mikado  | zweite Lok, zuletzt im Oktober 2000 in Betrieb |  |
| 15                                       | 1914         | Baldwin Locomotive Works Philadelphia | 41196 | 147 t | 2-8-2 Mikado  | 2005 nach vierjährigen Überholung wieder eingesetzt und zuletzt im Oktober 2011 in Betrieb                                                                                    |  |
| 16                                       | 1916         | Baldwin Locomotive Works Philadelphia | 43562 |       | 2-8-2 Mikado  | mit Überhitzer, Kolbenschiebern und einer Steuerung nach Bauart der Southern Railway ausgestattet und 1956 abgestellt, nach Hauptuntersuchung 2023 wieder in Betrieb genommen |  |
| 17                                       | 1918         | Baldwin Locomotive Works Philadelphia | 48075 |       | 2-8-2 Mikado  | zweitgrößte Mikado und zuletzt im Oktober 2001 in Betrieb |  |
| 18                                       | 1920         | Baldwin Locomotive Works Philadelphia | 53545 | 164 t | 2-8-2 Mikado  | größte Mikado und zuletzt im April 1956 in Betrieb |  |
| Diesellokomotiven                        |              |                                       |       |       |               | |  |
| M-4                                      | 1947         | Plymouth Locomotive Works             |       | 12 t  | B             | |  |
| M-6                                      | 1969         | Plymouth Locomotive Works             |       |       | B             | nach acht Jahren Stillstand 2005 reaktiviert |  |
| M-7                                      | 1964         | General Electric                      |       | 55 t  | Bo′Bo′        | 1993 vom Algoma Stahlwerk in Sault Ste Marie, Ontario, Kanada gekauft |  |
| Dieselelektrischer Triebwagen            |              |                                       |       |       |               | |  |
| M-1                                      | 1927         | EBT Rockhill Furnace Shops            |       |       | Bo′Bo′        | nicht restauriert, aber sehr gepflegt |  |
| Draisinen Auswahl                        |              |                                       |       |       |               | |  |
| M-3                                      | 1924         | EBT Rockhill Furnace Shops            |       |       | Ao            | Restaurierung 2006 |  |
| Silver Sightseer                         | 1942         | Fairmont Railway Motors               |       |       | Ao            | für leichte Arbeitsaufgaben |  |
| Ice Cube                                 | 1947         | Fairmont Railway Motors               |       |       | Ao            | |  |
| Lil' Phil                                | 1951         | Fairmont Railway Motors               |       |       | Ao            | mechanisch identisch mit dem Ice Cube |  |
| Personenwagen                            |              |                                       |       |       |               | |  |
| 8                                        | 1882         | Laconia Car Co.                       |       |       | 4             | 1916 von Revere Beach and Lynn aus Boston gekauft |  |
| 14 – Personen-/Packwagen                 | 1882         | Laconia Car Co.                       |       |       | 4             | 1916 gekauft und wird 2021 restauriert |  |
| 15 – Personen-/Packwagen                 | 1882         | Laconia Car Co.                       |       |       | 4             | 1916 von Revere Beach and Lynn aus Boston gekauft |  |
| 20                                       | 1882         | Billmeyer & Smalls                    |       |       | 4             | 1916 von Revere Beach and Lynn aus Boston gekauft |  |
| 27 Caboose Car                           | 1920         | East Broad Top                        |       |       | 4             | Caboose Car |  |
| 28 Caboose Car                           | 1920         | East Broad Top                        |       |       | 4             | 2004 von den Friends of the East Broad Top restauriert |  |
| 119 offener Aussichtswagen               | 1925         | East Broad Top                        |       |       | 4             | 2005 von den FEBT komplett aufgearbeitet |  |
| 168 gedeckter Aussichtswagen             | 1920         | East Broad Top                        |       |       | 4             | 2008 mit einem Rollstuhllift ausgestattet |  |
| 175 gedeckter Aussichtswagen             | 1916         | East Broad Top                        |       |       | 4             | 2008 mit einem Rollstuhllift ausgestattet |  |
| 107, 111, 117, 123 offene Aussichtswagen | 1916         | East Broad Top                        |       |       | 4             | in den 1990er wurden Bänke und Geländer montiert |  |
| Güterwagen                               |              |                                       |       |       |               | |  |
| 30 – Testwagen                           | 1916         | Ost Broad Top                         |       |       | 2             | zur Kalibrierung der Gleiswaagen |  |
| 108 – Flachwagen                         | 1923         | Ost Broad Top                         |       |       | 4             | 2006 restauriert, Wagen für Instandhaltung |  |
| 116 Kesselwagen                          | 1925         | Ost Broad Top                         |       |       | 4             | als Wasserwagen für Dampflokomotiven verwendet |  |
| 170, 181 geschlossene Güterwagen         | 1913 u. 1920 | Ost Broad Top                         |       |       | 4             | Holz- und Stahlbauweise |  |
| 802 Trichter-Kohlewagen                  | 1913         | Pressed Steel Car Co.                 |       |       | 4             | Juni 2008 von den FEBT umgebaut (von diesem Typ wurden auf der EBT etwa 240 Wagen eingesetzt)                                                                                 |  |